# Volta Blanco
El Volta Blanco, también conocido como Nakambe, es un afluente del río Volta en África occidental. Se origina en Burkina Faso y fluye hasta el lago Volta en Ghana. Sus tributarios principales son los ríos Volta Negro y Volta Rojo.
- Datos: Q1259188
- Multimedia: White Volta / Q1259188